# Giro de Lombardía 1966
El Giro de Lombardía 1966, la 60.ª edición de esta clásica ciclista, se disputó el 22 de octubre de 1966, con un recorrido de 266 km entre Milán y Como. El vencedor final fue el italiano Felice Gimondi, que se impuso en la línea de llegada al belga Eddy Merckx y al francés Raymond Poulidor, que acabaron segundo y tercero respectivamente. 

## Clasificación final
| Posición | Ciclista           | Equipo                   | Tiempo  |
| -------- | ------------------ | ------------------------ | ------- |
| 1        | Felice Gimondi     | Salvarani                | 6h57'00 |
| 2        | Eddy Merckx        | Peugeot-Esso-Michelin    | s.t.    |
| 3        | Raymond Poulidor   | Mercier-BP-Hutchinson    | s.t.    |
| 4        | Jacques Anquetil   | Ford France              | s.t.    |
| 5        | Michele Dancelli   | Molteni                  | s.t.    |
| 6        | Vittorio Adorni    | Salvarani                | s.t.    |
| 7        | Italo Zilioli      | Sanson-Campagnolo        | a 3'40" |
| 8        | Giancarlo Polidori | Vittadello               | a 5'50" |
| 9        | Jan Janssen        | Pelforth-Sauvage-Lejeune | a 6'41" |
| 10       | Aldo Pifferi       | Vittadello               | s.t.    |